# Durban Laverde
Durban Omar Betancourt Laverde, más conocido como Durban Laverde (Caracas, Venezuela; 16 de febrero de 1951) es un bajista venezolano, tecladista, músico de sesión y productor. 
Como músico ha aparecido en numerosos álbumes y sencillos desde 1970 para una diversidad de artistas, incluyendo a Joan Armatrading, Ali Thompson, Mick Jagger, Jimmy Page (en su álbum solista de 1988 Outrider), Blue Murder, Vox, y la cantante francesa Lizzy Mercier Descloux. Laverde también ha grabado bajo el nombre de Durban Betancourt y con el seudónimo de Spartacus R. LAverde

## Trayectoria
Fue inspirado a tocar el bajo cuando escuchó a Jack Bruce con el grupo Cream, Laverde tocó con el grupo “Los Rangers” en Caracas, y posteriormente se mudó a Inglaterra para continuar sus estudios, allí vio a Led Zeppelin tocando en el Wembley Empire Pool, el 20 de noviembre de 1971, hecho que lo inspiró a seguir con su carrera musical. 
Su carrera como músico en Inglaterra comienza en 1974 con la banda The Movies, pero fue bruscamente interrumpida debido a las heridas producto de un accidente de trenes en Nuneaton el cual lo mantuvo alejado de los escenarios hasta 1975. Laverde se recuperó y se unió a la banda de Joan Armatrading luego que un amigo en Firelfy Records le dijera que la artista estaba preparando una gira mundial. Siendo Armatrading quien abrió para Supertramp.
Laverde también comenzó su carrera como músico de sesión después de conocer al productor Barry Blue. Grabó sesiones para Manfred Mann's Earth Band, The Hollies así como para la BBC. Laverde también fue miembro de la banda de Ali Thompson a finales de los años 70 y principio de los 80, llegando a salir de gira con Mick Jagger en 1986. 
Durante gran parte de su carrera Laverde tocó bajos Warwick. Laverde fue invitado por David Gilmour para grabar en las sesiones del álbum “A momentary Lapse of Reason” pero en ese momento Laverde conoció a Phil Carloquien para entonces estaba trabajando como asistente tanto para Gilmour como para Jimmy Page. Carlo le sugirió que se entrevistara con Page quien estaba buscando formar una nueva banda y necesitaba un bajista versátil. Laverde pasó la audición, ayudado por Bill Bruford en la batería. Laverde regrabó las partes de bajo que previamente había hecho Tony Franklin en las sesiones del álbum Outrider y se le acredita en los temas "Wanna Make Love", "Writes of Winter", y "Hummingbird". 
Laverde regresó a Venezuela en 1991, donde ha producido a bandas y artistas como Vox, Zapato 3, Los Gusanos, Euddomar Balza, Antonio Rondón, Promo Stars, Clandestine Venezuelan, y Moksha. Él también dirige una fundación de caridad que lucha contra el sida.